# 이효경
이효경(1997년 2월 12일 ~ )은 대한민국의 여자 축구 선수로 WK리그 세종 스포츠토토 여자 축구단에서 수비수로 활약하고 있다.

## 어린 시절
교회를 다니던 중 같이 교회를 다니던 친구들과 같이 축구를 한 것을 계기로 축구 선수가 되었다.
이후 연령별 대표팀을 거친 후 대한민국 여자 축구 선수로는 최초로 국내가 아닌 일본의 대학 축구팀으로 가게 되었다.

## 구단 경력
일본 대학 축구팀에서 활동한 그녀는 2018년, 일본의 알비렉스 니가타 레이디스에 입단하게 된다.

첫 시즌에 주로 벤치에서 시간을 보냈지만, 두 번째 시즌부터는 주전으로 나서 25경기를 소화했다.
2023년, 5년간의 일본 생활을 정리하고 국내의 세종 스포츠토토 여자 축구단에 입단했다.

## 국가대표팀 경력
일본과의 교류전인 14세 이하 대표팀에 발탁되어 처음 태극마크를 달게 되었고 17세 이하 대표팀 때는 주장직을 역임하기도 했다.

## 플레이 스타일
알비렉스 니가타 레이디스는 그녀를 영입한 후 소개글에 상대 공격수를 자유롭게 두지 않는 대인방어가 돋보이는 선수이며 공중볼 수비 뿐 아니라 세트피스에서도 상대 수비를 위협할 수 있는 능력을 지닌 선수로 소개했다.

## 기타
- 굉장히 충실한 기독교 신자로 3번의 십자인대 부상에도 새벽기도를 보내며 버텼고, 등번호인 15번도 기도회 목사님으로 인해 달게 되었으며, 경비 당일에는 항상 성경을 읽고 기도를 올린다고 한다.[2]
- 손흥민 선수, 경주한수원 현슬기 선수, 배우 장기용과 닮은꼴로 유명하다.